# Hera Björk

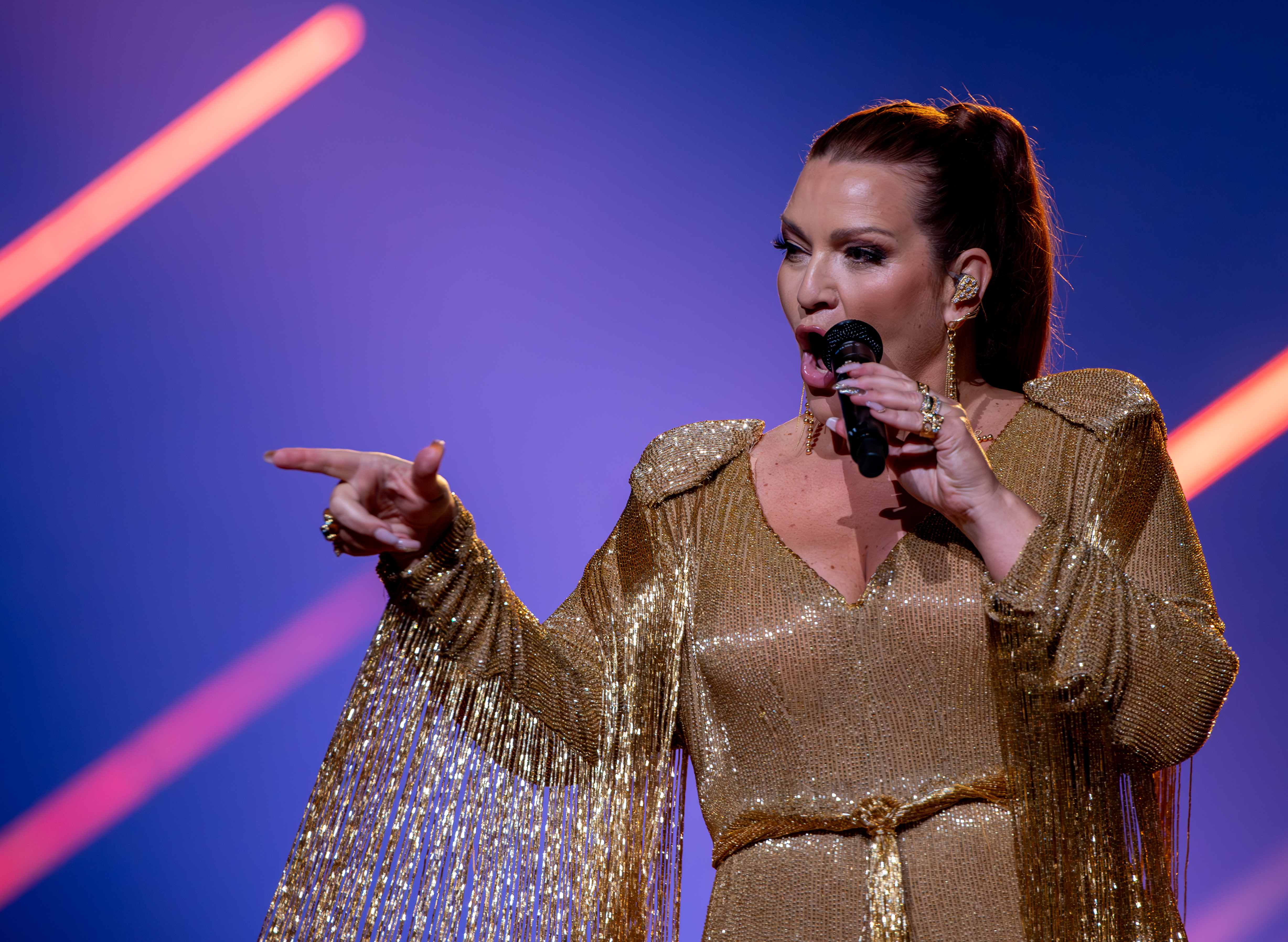
Hera Björk (2024)

Hera Björk (Reykjavik, 29 maart 1972) is een IJslandse zangeres. 
Ze vertegenwoordigde IJsland op het Eurovisiesongfestival 2010 in de Noorse hoofdstad Oslo met het gedeeltelijk Engels- en gedeeltelijk Franstalige Je ne sais quoi. In de eerste halve finale werd Björk derde met 123 punten. In de finale eindigde Björk als 19de, met 41 punten.
In 2024 vertegenwoordigde ze IJsland voor de tweede keer op het Eurovisiesongfestival, ditmaal in Malmö met het lied Scared of heights. Ze werd laatste in de halve finale en ging niet door naar de finale.

## Overige deelnames
In 2009 probeerde de zangeres al namens Denemarken deel te nemen aan het songfestival. Toen werd ze echter tweede in de nationale finale met het lied Someday, geschreven door onder anderen de Zweedse liedjesschrijver Jonas Gladnikoff. Hera Björk nam ook driemaal deel als achtergrondzangeres bij de IJslandse inzending aan het Eurovisiesongfestival: op het festival van 2008, het festival van 2009 en het festival van 2015.
In 2016 was Hera Björk presentatrice van Eurovision in Concert, dat plaatsvond in de Melkweg in Amsterdam.
1986: ICY · 
1987: Halla Margrét · 
1988: Beathoven · 
1989: Daníel Ágúst · 
1990: Stjórnin · 
1991: Stefán & Eyfi · 
1992: Heart 2 Heart · 
1993: Inga · 
1994: Sigga · 
1995: Bo Halldórsson · 
1996: Anna Mjöll · 
1997: Paul Oscar · 
1999: Selma · 
2000: August & Telma · 
2001: Two Tricky · 
2003: Birgitta · 
2004: Jónsi · 
2005: Selma · 
2006: Silvia Night · 
2007: Eiríkur Hauksson · 
2008: Euroband · 
2009: Yohanna · 
2010: Hera Björk · 
2011: Sigurjón's Friends · 
2012: Gréta Salóme & Jónsi · 
2013: Eyþór Ingi Gunnlaugsson · 
2014: Pollapönk · 
2015: María Ólafsdóttir · 
2016: Gréta Salóme · 
2017: Svala · 
2018: Ari Ólafsson · 
2019: Hatari · 
2021: Daði & Gagnamagnið · 
2022: Systur · 
2023: Diljá · 
2024: Hera Björk · 
2025: Væb
- International Standard Name Identifier: 0000 0004 6161 4364
- MusicBrainz: 19a151ce-f7fa-4bf5-9abe-18964992cfcb
- Virtual International Authority File: 3369152139983311100008